# Model Arrowa-Debreu
Model Arrowa-Debreu – model ten w ekonomii matematycznej sugeruje, że przy pewnych założeniach ekonomicznych (wypukłe preferencje, doskonała konkurencja i niezależność popytu) musi istnieć taki zestaw cen, że zagregowana podaż będzie równa zagregowanemu popytowi na każdy towar w gospodarce.
Model Arrowa-Debreu ma zasadnicze znaczenie dla teorii ogólnej (ekonomicznej) równowagi i jest często wykorzystywany jako ogólny punkt odniesienia dla innych modeli mikroekonomicznych. Został on nazwany na cześć Kennetha Arrowa, Gérarda Debreu, a czasami także Lionela W. McKenziego za jego niezależny dowód istnienia równowagi w 1954 r., jak również za jego późniejsze ulepszenia w 1959 r.
Model Arrowa-Debreu jest jednym z najbardziej ogólnych modeli gospodarki konkurencyjnej i stanowi kluczową część teorii równowagi ogólnej, ponieważ może być wykorzystany do udowodnienia istnienia równowagi ogólnej (lub równowagi Walrasa) gospodarki. Ogólnie rzecz biorąc, punktów równowagi może być wiele; jednak przy dodatkowych założeniach dotyczących preferencji konsumentów, a mianowicie, że ich funkcje użytkowe są silnie wklęsłe i dwa razy bardziej zmienne, istnieje wyjątkowa równowaga. Przy słabszych warunkach wyjątkowość może się nie udać, zgodnie z twierdzeniem Sonnenscheina-Mantela-Debreu.
Ekonomia niepewności: ubezpieczenia i finanse
W porównaniu z wcześniejszymi modelami, model Arrowa-Debreu radykalnie uogólnił pojęcie towaru, różnicując towar według czasu i miejsca dostawy. Tak więc, na przykład, „jabłka w Nowym Jorku we wrześniu” i „jabłka w Chicago w czerwcu” są uważane za odrębne towary. Model Arrowa-Debreu ma zastosowanie do gospodarek o maksymalnie kompletnych rynkach, w których istnieje rynek dla każdego czasu i ceny terminowe dla każdego towaru we wszystkich okresach czasu i we wszystkich miejscach.
Model Arrowa-Debreu określa warunki doskonale konkurencyjnych rynków.
W ekonomii finansowej termin „Arrow-Debreu” jest najczęściej używany w odniesieniu do zabezpieczenia. Kanoniczny papier wartościowy Arrowa-Debreu jest papierem wartościowym, który płaci jedną jednostkę miary w przypadku osiągnięcia określonego stanu świata, a zero w innym przypadku (cena takiego papieru wartościowego jest tzw. ceną państwową). W związku z tym każdy kontrakt pochodny, którego wartość rozliczeniowa jest funkcją instrumentu bazowego, którego wartość jest niepewna w dniu zawarcia kontraktu, może zostać zdekomponowany jako liniowe połączenie papierów wartościowych Arrowa-Debreu.